# Gustine (Texas)
Gustine è un centro abitato degli Stati Uniti d'America, situato nella contea di Comanche dello Stato del Texas.
La città, precedentemente nota come Cora, era il capoluogo della contea negli anni 1850.

## Geografia fisica
Gustine è situata a 31°50′44″N 98°24′09″W (31.845487, -98.402463).
Secondo lo United States Census Bureau, ha un'area totale di 0,9 miglia quadrate (2,3 km²).

## Società

### Evoluzione demografica
Secondo il censimento del 2000, c'erano 457 persone, 180 nuclei familiari e 129 famiglie residenti nella città. La densità di popolazione era di 500,6 persone per miglio quadrato (193,9/km²). C'erano 215 unità abitative a una densità media di 235,5 per miglio quadrato (91,2/km²). La composizione etnica della città era formata dall'89,28% di bianchi, il 10,28% di altre razze, e lo 0,44% di due o più etnie. Ispanici o latinos di qualunque razza erano il 23,41% della popolazione.
C'erano 180 nuclei familiari di cui il 31,7% aveva figli di età inferiore ai 18 anni, il 53,9% erano coppie sposate conviventi, l'11,7% aveva un capofamiglia femmina senza marito, e il 27,8% erano non-famiglie. Il 27,2% di tutti i nuclei familiari erano individuali e il 18,3% aveva componenti con un'età di 65 anni o più che vivevano da soli. Il numero di componenti medio di un nucleo familiare era di 2,54 e quello di una famiglia era di 3,05.
La popolazione era composta dal 26,5% di persone sotto i 18 anni, l'8,3% di persone dai 18 ai 24 anni, il 24,3% di persone dai 25 ai 44 anni, il 21,4% di persone dai 45 ai 64 anni, e il 19,5% di persone di 65 anni o più. L'età media era di 38 anni. Per ogni 100 femmine c'erano 88,1 maschi. Per ogni 100 femmine dai 18 anni in giù, c'erano 93,1 maschi.
Il reddito medio di un nucleo familiare era di 28.889 dollari, e quello di una famiglia era di 35.000 dollari. I maschi avevano un reddito medio di 22.667 dollari contro i 15.714 dollari delle femmine. Il reddito pro capite era di 12.666 dollari. Circa il 14,7% delle famiglie e il 20,9% della popolazione erano sotto la soglia di povertà, incluso il 32,2% di persone sotto i 18 anni e il 17,3% di persone di 65 anni o più.